# Heinrich Windhausen
Mathias Heinrich (Heinrich) Windhausen (Burgwaldniel (tegenwoordig Waldniel, gemeente Schwalmtal), Duitsland, 11 september 1857 – Roermond, 20 februari 1920) was een Nederlands schilder van portretten en genrevoorstellingen.

## Levensloop

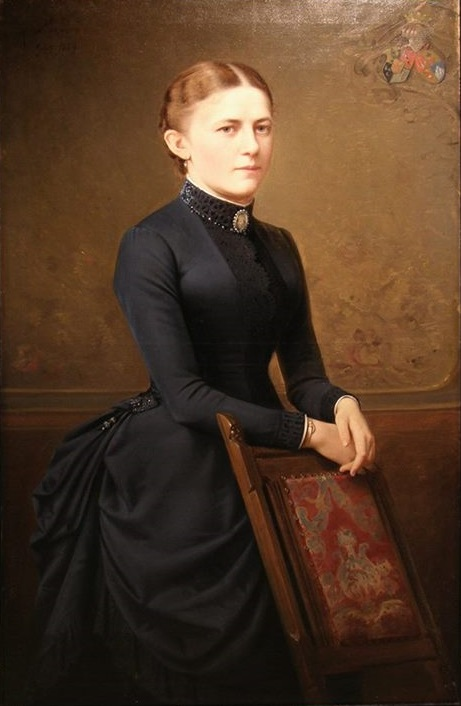
Heinrich Windhausen. Portret van Hedwig Frederika Carolina Bertha von Francken. 1889. Venlo, Limburgs Museum.

Hij was een zoon van Peter Heinrich Windhausen, een Duits schilder die zich in 1873 in Roermond vestigde, waar destijds een gunstig klimaat voor kunstenaars heerste. Ook zijn broers, Albin en Paul Windhausen waren schilder. Hij was getrouwd met Elisabeth Hubertina Welters. Hij woonde in het pand Steegstraat 12 en had zijn atelier aan de Venloseweg in Roermond. In 1885 nam hij deel aan de Wereldtentoonstelling van Antwerpen en in 1887 had hij een tentoonstelling in Amsterdam.

## Werk
Van Heinrich Windhausen zijn een groot aantal portretten bekend, waaronder dat van Carolus Hyacintus Gulielmus Joannes van Oldeneel tot Oldenzeel (1884), bisschop Paredis (1885), Eduard Joseph Corneille Marie de Kuijper (1887), bisschop Boermans (1889), Louis Geradts (1894, na diens overlijden op 8 oktober 1893), het notarisechtpaar L. Linssen-Bloemen (1894), Th. Dirix, directeur van het Bisschoppelijk College in Roermond (1896), Willem Cornelis Johannes Josephus Cremers (zonder jaar), het echtpaar Van Aefferden-van Blankenheym (1905), Mgr. Drehmanns, bisschop van Roermond (1906), Koningin Wilhelmina (1906), het echtpaar H. Drehmanns-Schoolmeesters (1909) en kardinaal Van Rossum (zonder jaar). Op 16 maart 1886 ontving Haffmans, directeur van het Bisschoppelijk College Roermond, ter gelegenheid van zijn 25e priesterfeest, zijn portret, geschilderd door Windhausen, als geschenk van de docenten van het College. Tot zijn genrevoorstellingen behoren onder meer de Voetprocessie naar de Kapel in 't Zand en Het Angelus op de Melickerheide. Verder maakte hij veel jachttaferelen, waaronder het portret van zijn zus Maria Windhausen met jachthond (zonder jaar). Windhausen was een groot liefhebber van de jacht.

## Lijst van werken
| Datering  | Titel | Verblijfplaats                  | Afbeelding |
| --------- | --- | ------------------------------- | ---------- |
| 1880      | Portret van Charlotte Theodorine Marie Alexandrine barones van Oldeneel tot Oldenzeel                                                                          | Kasteel De Cannenburch, Vaassen |            |
| 1880      | Portret van Portret van Willem Joseph Ghislain baron van Oldeneel tot Oldenzeel                                                                                | Kasteel De Cannenburch, Vaassen |            |
| 1885      | Portret van Wilhelmus Lodewijk Dominicus Josephus baron de Crassier Zie Portretten van Wilhelmus Lodewijk P. J. baron de Crassier en Julie Marie Louise Kerens | Onbekend                        |            |
| 1885      | Portret van Julie Marie Louise Kerens Zie Portretten van Wilhelmus Lodewijk P. J. baron de Crassier en Julie Marie Louise Kerens                               | Onbekend                        |            |
| 1890      | Portret van Monseigneur Hoefnagels | Bonnefantenmuseum, Maastricht   |            |
| 1897      | Portret van Carolus Antonius Ludovicus baron van Hugenpoth tot Aerdt                                                                                           | Huis Aerdt, Herwen (?)          |            |
| 1907      | Portret van Johanna van Woerkom Zie Portretten van Johanna van Woerkom en Arnoldus Jurgens                                                                     | Onbekend                        |            |
| 1907      | Portret van Arnoldus Jurgens Zie Portretten van Johanna van Woerkom en Arnoldus Jurgens                                                                        | Museum Jan Cunen, Oss           |            |
| 1914      | Portret van een man | Onbekend                        |            |
| 1914      | Portret van een vrouw | Bonnefantenmuseum, Maastricht   |            |
| 1914      | Portret van Frans Nicolas | Historiehuis, Roermond          |            |
| 1916-1920 | Portret van Augusta Victoria, Duits keizerin | Onbekend                        |            |

## Kinderen
Met zijn vrouw, Elisabeth Hubertina Welters (geb. Roermond, 20 februari 1850), had Windhausen de volgende kinderen:
1. Henricus Joseph Marie Windhausen (Roermond, 26 april 1891 – aldaar, 3 augustus 1970), bijgenaamd De sjnats (De snee), schilderde ook, voornamelijk bloemstillevens, maar de kwaliteit van zijn werk was beduidend minder dan dat van zijn overige familieleden.[5] Hij trouwde op 19 november 1936 met Elise C.M.T. Gabriels (Roermond, 25 maart 1889 – aldaar, 4 mei 1950).[3]
2. Paul Windhausen (1892-1945), geestelijke.
3. Joseph Christoforus (Sef) Windhausen[16] (Roermond, 25 juli 1893 – Allemant, 14 september 1918) was een avonturier. Hij nam in 1917 dienst in het Frans Vreemdelingenlegioen en sneuvelde in 1918 in Noord-Frankrijk.[17]

## Stamboom
|                               |                               |                               |                               |                               |                               |  |  |                            |                            |                            |                            | Peter Heinrich Windhausen 1832-1903 |                            |  |  |                             |                             |                             |                             |                             |                             |  |  |                               |                               |                               |                               |                               |                               |  |  |  |  |  |  |  |  |  |  |  |  |  |  |  |  |  |  |  |  |  |  |  |  |  |  |
|                               |                               |                               |                               |                               |                               |  |  |                            |                            |                            |                            |                                     |                            |  |  |                             |                             |                             |                             |                             |                             |  |  |                               |                               |                               |                               |                               |                               |  |  |  |  |  |  |  |  |  |  |  |  |  |  |  |  |  |  |  |  |  |  |  |  |  |  |
|                               |                               |                               |                               |                               |                               |  |  |                            |                            |                            |                            |                                     |                            |  |  |                             |                             |                             |                             |                             |                             |  |  |                               |                               |                               |                               |                               |                               |  |  |  |  |  |  |  |  |  |  |  |  |  |  |  |  |  |  |  |  |  |  |  |  |  |  |
| Heinrich Windhausen 1857-1920 | Heinrich Windhausen 1857-1920 | Heinrich Windhausen 1857-1920 | Heinrich Windhausen 1857-1920 | Heinrich Windhausen 1857-1920 | Heinrich Windhausen 1857-1920 |  |  | Albin Windhausen 1863-1946 | Albin Windhausen 1863-1946 | Albin Windhausen 1863-1946 | Albin Windhausen 1863-1946 | Albin Windhausen 1863-1946          | Albin Windhausen 1863-1946 |  |  | Joseph Windhausen 1865-1936 | Joseph Windhausen 1865-1936 | Joseph Windhausen 1865-1936 | Joseph Windhausen 1865-1936 | Joseph Windhausen 1865-1936 | Joseph Windhausen 1865-1936 |  |  | Paul Windhausen sr. 1871-1944 | Paul Windhausen sr. 1871-1944 | Paul Windhausen sr. 1871-1944 | Paul Windhausen sr. 1871-1944 | Paul Windhausen sr. 1871-1944 | Paul Windhausen sr. 1871-1944 |  |  |  |  |  |  |  |  |  |  |  |  |  |  |  |  |  |  |  |  |  |  |  |  |  |  |
| Heinrich Windhausen 1857-1920 | Heinrich Windhausen 1857-1920 | Heinrich Windhausen 1857-1920 | Heinrich Windhausen 1857-1920 | Heinrich Windhausen 1857-1920 | Heinrich Windhausen 1857-1920 |  |  | Albin Windhausen 1863-1946 | Albin Windhausen 1863-1946 | Albin Windhausen 1863-1946 | Albin Windhausen 1863-1946 | Albin Windhausen 1863-1946          | Albin Windhausen 1863-1946 |  |  | Joseph Windhausen 1865-1936 | Joseph Windhausen 1865-1936 | Joseph Windhausen 1865-1936 | Joseph Windhausen 1865-1936 | Joseph Windhausen 1865-1936 | Joseph Windhausen 1865-1936 |  |  | Paul Windhausen sr. 1871-1944 | Paul Windhausen sr. 1871-1944 | Paul Windhausen sr. 1871-1944 | Paul Windhausen sr. 1871-1944 | Paul Windhausen sr. 1871-1944 | Paul Windhausen sr. 1871-1944 |  |  |  |  |  |  |  |  |  |  |  |  |  |  |  |  |  |  |  |  |  |  |  |  |  |  |
| Paul Windhausen 1892-1945     | Paul Windhausen 1892-1945     | Paul Windhausen 1892-1945     | Paul Windhausen 1892-1945     | Paul Windhausen 1892-1945     | Paul Windhausen 1892-1945     |  |  | Fons Windhausen 1901-1973  | Fons Windhausen 1901-1973  | Fons Windhausen 1901-1973  | Fons Windhausen 1901-1973  | Fons Windhausen 1901-1973           | Fons Windhausen 1901-1973  |  |  |                             |                             |                             |                             |                             |                             |  |  | Paul Windhausen jr. 1903-1944 | Paul Windhausen jr. 1903-1944 | Paul Windhausen jr. 1903-1944 | Paul Windhausen jr. 1903-1944 | Paul Windhausen jr. 1903-1944 | Paul Windhausen jr. 1903-1944 |  |  |  |  |  |  |  |  |  |  |  |  |  |  |  |  |  |  |  |  |  |  |  |  |  |  |
| Paul Windhausen 1892-1945     | Paul Windhausen 1892-1945     | Paul Windhausen 1892-1945     | Paul Windhausen 1892-1945     | Paul Windhausen 1892-1945     | Paul Windhausen 1892-1945     |  |  | Fons Windhausen 1901-1973  | Fons Windhausen 1901-1973  | Fons Windhausen 1901-1973  | Fons Windhausen 1901-1973  | Fons Windhausen 1901-1973           | Fons Windhausen 1901-1973  |  |  |                             |                             |                             |                             |                             |                             |  |  | Paul Windhausen jr. 1903-1944 | Paul Windhausen jr. 1903-1944 | Paul Windhausen jr. 1903-1944 | Paul Windhausen jr. 1903-1944 | Paul Windhausen jr. 1903-1944 | Paul Windhausen jr. 1903-1944 |  |  |  |  |  |  |  |  |  |  |  |  |  |  |  |  |  |  |  |  |  |  |  |  |  |  |
|                               |                               |                               |                               |                               |                               |  |  |                            |                            |                            |                            |                                     |                            |  |  |                             |                             |                             |                             |                             |                             |  |  |                               |                               |                               |                               |                               |                               |  |  |  |  |  |  |  |  |  |  |  |  |  |  |  |  |  |  |  |  |  |  |  |  |  |  |
| Albin Windhausen 1937         | Albin Windhausen 1937         | Albin Windhausen 1937         | Albin Windhausen 1937         | Albin Windhausen 1937         | Albin Windhausen 1937         |  |  | Margriet Windhausen 1942   | Margriet Windhausen 1942   | Margriet Windhausen 1942   | Margriet Windhausen 1942   | Margriet Windhausen 1942            | Margriet Windhausen 1942   |  |  | Ward Windhausen 1949        | Ward Windhausen 1949        | Ward Windhausen 1949        | Ward Windhausen 1949        | Ward Windhausen 1949        | Ward Windhausen 1949        |  |  |                               |                               |                               |                               |                               |                               |  |  |  |  |  |  |  |  |  |  |  |  |  |  |  |  |  |  |  |  |  |  |  |  |  |  |
| Albin Windhausen 1937         | Albin Windhausen 1937         | Albin Windhausen 1937         | Albin Windhausen 1937         | Albin Windhausen 1937         | Albin Windhausen 1937         |  |  | Margriet Windhausen 1942   | Margriet Windhausen 1942   | Margriet Windhausen 1942   | Margriet Windhausen 1942   | Margriet Windhausen 1942            | Margriet Windhausen 1942   |  |  | Ward Windhausen 1949        | Ward Windhausen 1949        | Ward Windhausen 1949        | Ward Windhausen 1949        | Ward Windhausen 1949        | Ward Windhausen 1949        |  |  |                               |                               |                               |                               |                               |                               |  |  |  |  |  |  |  |  |  |  |  |  |  |  |  |  |  |  |  |  |  |  |  |  |  |  |
| Miriam Windhausen             |                               |                               |                               |                               |                               |  |  |                            |                            |                            |                            |                                     |                            |  |  |                             |                             |                             |                             |                             |                             |  |  |                               |                               |                               |                               |                               |                               |  |  |  |  |  |  |  |  |  |  |  |  |  |  |  |  |  |  |  |  |  |  |  |  |  |  |